# Convento de São José (Ávila)
O Convento de São José é um convento de clausura de freiras Carmelitas Descalços encontrados na cidade espanhola de Ávila na comunidade autónoma de Castela e Leão. É a primeira fundação conventual realizada por Santa Teresa de Jesus , que contou com o apoio de personalidades importantes, como Dom Álvaro de Mendoza. É Monumento Nacional desde 1968 e foi expressamente declarado Patrimônio da Humanidade em 1985, como um componente individual do complexo. Cidade velha de Ávila e igrejas fora dos muros (ref. 348-010, com área protegida de 0,29 ha, isto é, 2900 m²).
O prédio é sede do Museu Teresiano das Carmelitas Descalças.

## História

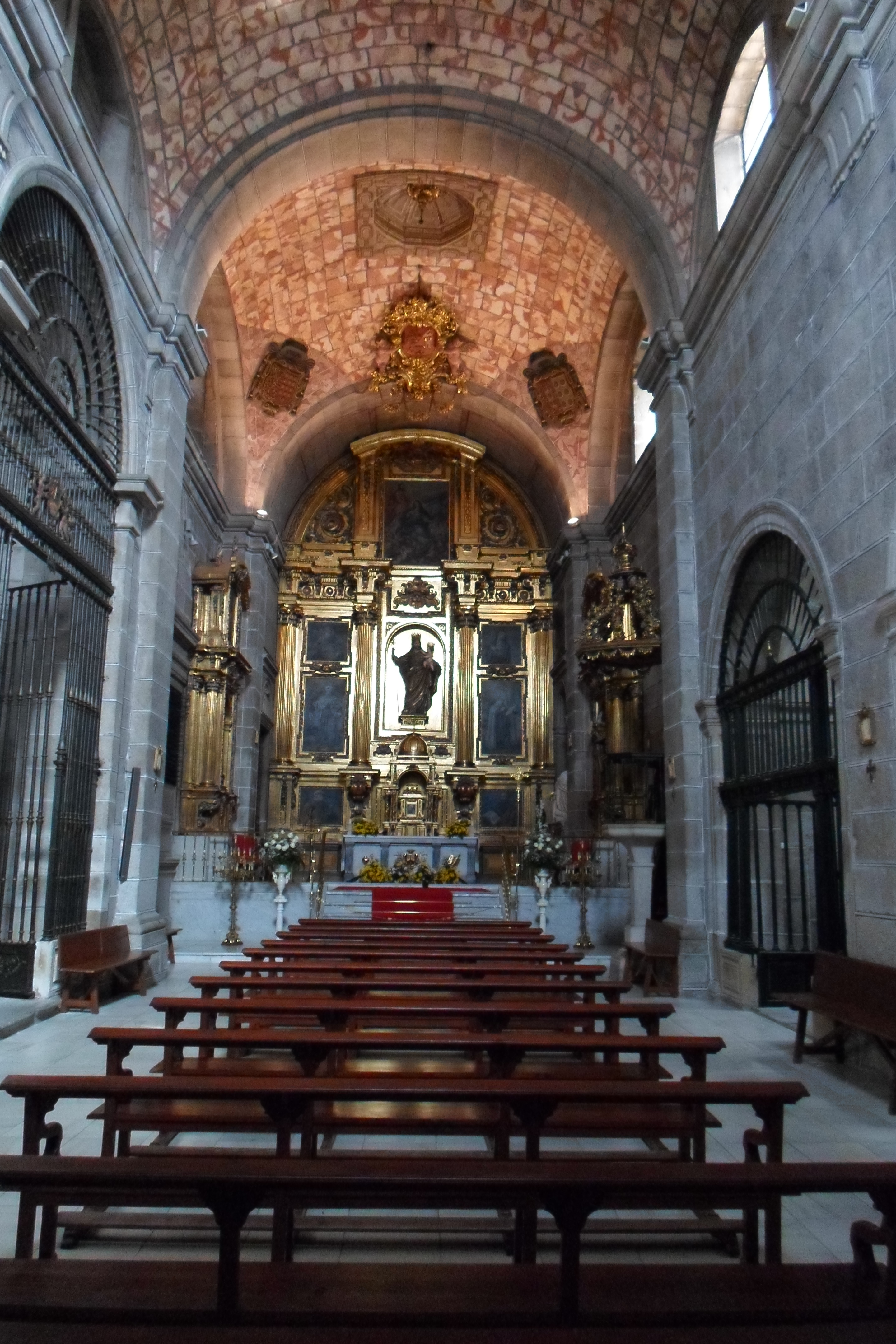
Interior do Convento de São José em Ávila, Espanha.

O Convento de São José é um mosteiro de freiras carmelitas descalças localizado na cidade espanhola de Ávila, na comunidade autônoma de Castela e Leão. Foi o primeiro mosteiro fundado por Santa Teresa de Jesus e suas irmãs de ordem, como Ana de Jesús e  Maria de San José, que contou com o apoio de figuras importantes como o Bispo de Ávila, Álvaro Hurtado de Mendoza, que ali foi sepultado posteriormente. 
O convento foi construído no ano de 1562, embora a igreja, seu elemento arquitetônico mais importante, tenha sido construída apenas em 1607.

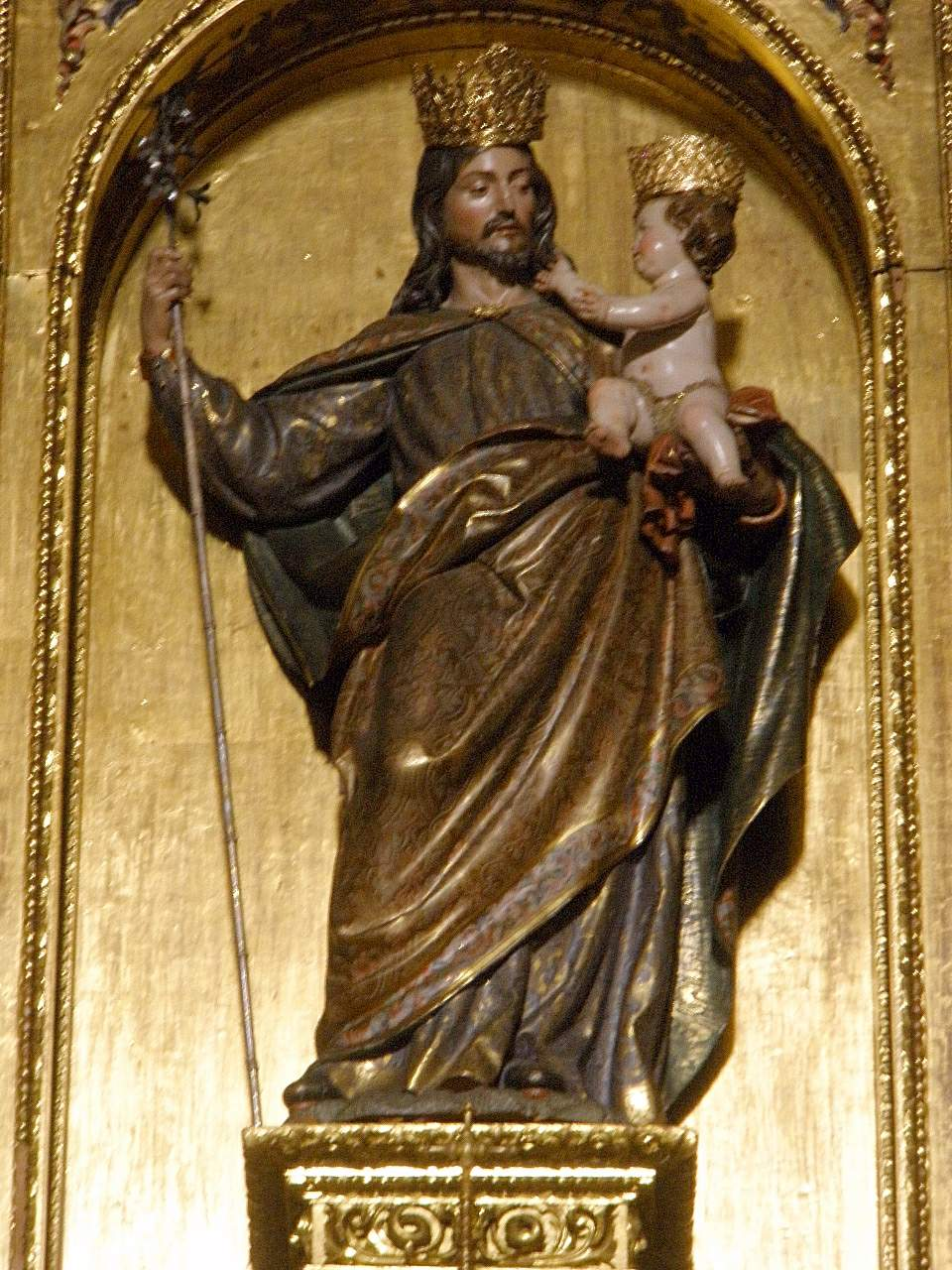
A imagem consagrada de São José no altar-mor do convento, coroada pelo Papa Paulo VI em 24 de agosto de 1963.

Em 24 de agosto de 1963, o Papa Paulo VI enviou o cardeal Arcadio Larraona Saralegui para coroar canonicamente a imagem de São José, consagrada em seu convento. O mesmo cardeal como prefeito da Sagrada Congregação de Ritos executou sua bula papal de coroação, inicialmente assinada pelo Papa João XXIII.

## Arquitetura
A igreja foi projetada pelo arquiteto Francisco de Mora (1553-1610), que idealizou uma igreja de nave única coberta por teto abobadado e cúpula sobre o transepto.
A sua fachada principal pode ser vista dividida em dois planos comuns com frontão ao topo e pórtico de três arcos ao fundo. Este projeto foi um dos mais imitados nas edificações religiosas do século XVII e foi adotado como modelo de construção carmelita descalça. No interior da igreja encontra-se a Capela da família Guillamas, que serve de cripta familiar.

## Conservação
O Convento de São José está protegido pela legislação espanhola desde 1968, altura em que foi declarado monumento nacional. O convento está protegido como parte do Patrimônio Mundial , "Cidade Velha de Ávila e suas igrejas extra muros". O mosteiro não estava incluído no local quando foi designado pela primeira vez, mas foi adicionado com uma área definida de 0,29 ha. Ela é listada como uma das dez igrejas fora da cidade murada incluídas como patrimônio. 

## Curiosidades
Desde o ano de 2005, todas as terças-feiras santas, uma imagem inédita é vista na porta do convento. A Irmandade dos Nazarenos de Jesus Redentor diante de Caifás e Nossa Senhora da Estrela de Ávila, mesmo título mas diferente da Virgem da Estrela de Coria del Río e de Nossa Senhora da Estrela, faz a primeira parada importante em sua Estação de Penitência. Pessoas da Irmandade entregam um buquê de flores da Santíssima Virgem da Estrela que depositam ao redor do Convento. Há uma união saudável entre a Irmandade, pertencente à paróquia do Coração Imaculado de Maria, e a primeira fundada por Santa Teresa de Jesus.